# William de Brailes
William de Brailes (fl. tra 1230 circa e 1260 circa) è stato un miniatore inglese del primo periodo gotico, presumibilmente nato a Brailes, nel Warwickshire.

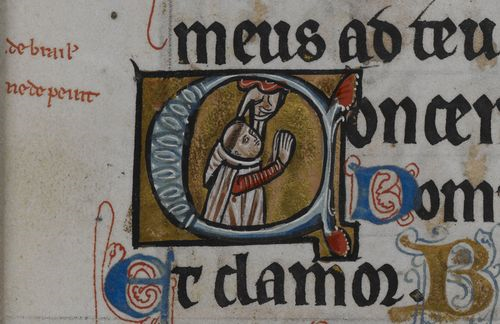
Folio 43r delle Ore De Brailes (British Library Add MS 49999) che mostra un autoritratto firmato da "W de Brailes che mi ha dipinto" (margine sinistro).

Firmò due manoscritti e, a quanto pare, lavorò a Oxford, dove è documentato dal 1238 al 1252; possedeva una casa in Catte Street vicino alla chiesa universitaria di St Mary the Virgin, più o meno sul sito ora occupato dalla cappella dell'All Souls College, e dove all'epoca si erano stabiliti vari commercianti di libri. 
Era sposato con una certa Celena, ma evidentemente ricopriva anche gli ordini minori, dato che almeno in tre autoritratti si raffigura con la tonsura clericale. Ciò non era insolito: a questa data, e con l'eccezione del monaco di St Albans Matthew Paris, l'unico altro miniatore inglese del periodo di cui abbiamo informazioni personali significative, la maggior parte delle miniature inglesi sembra sia stata realizzata in laboratori commerciali gestiti da laici.

## Manoscritti

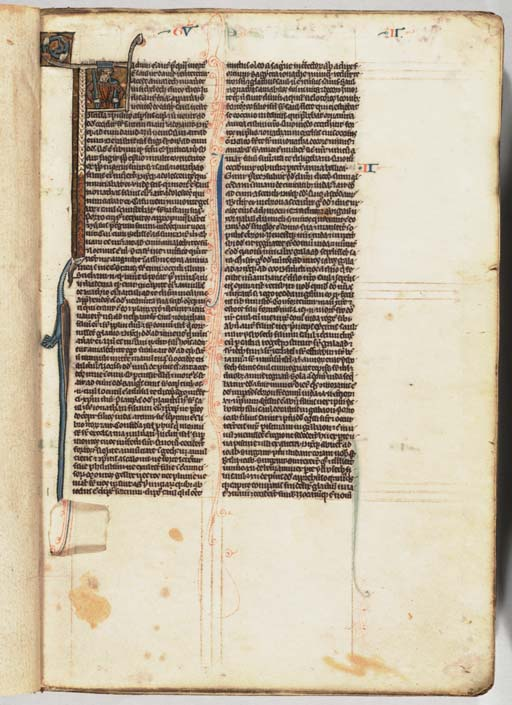
Tipica pagina di una piccola Bibbia di Brailes

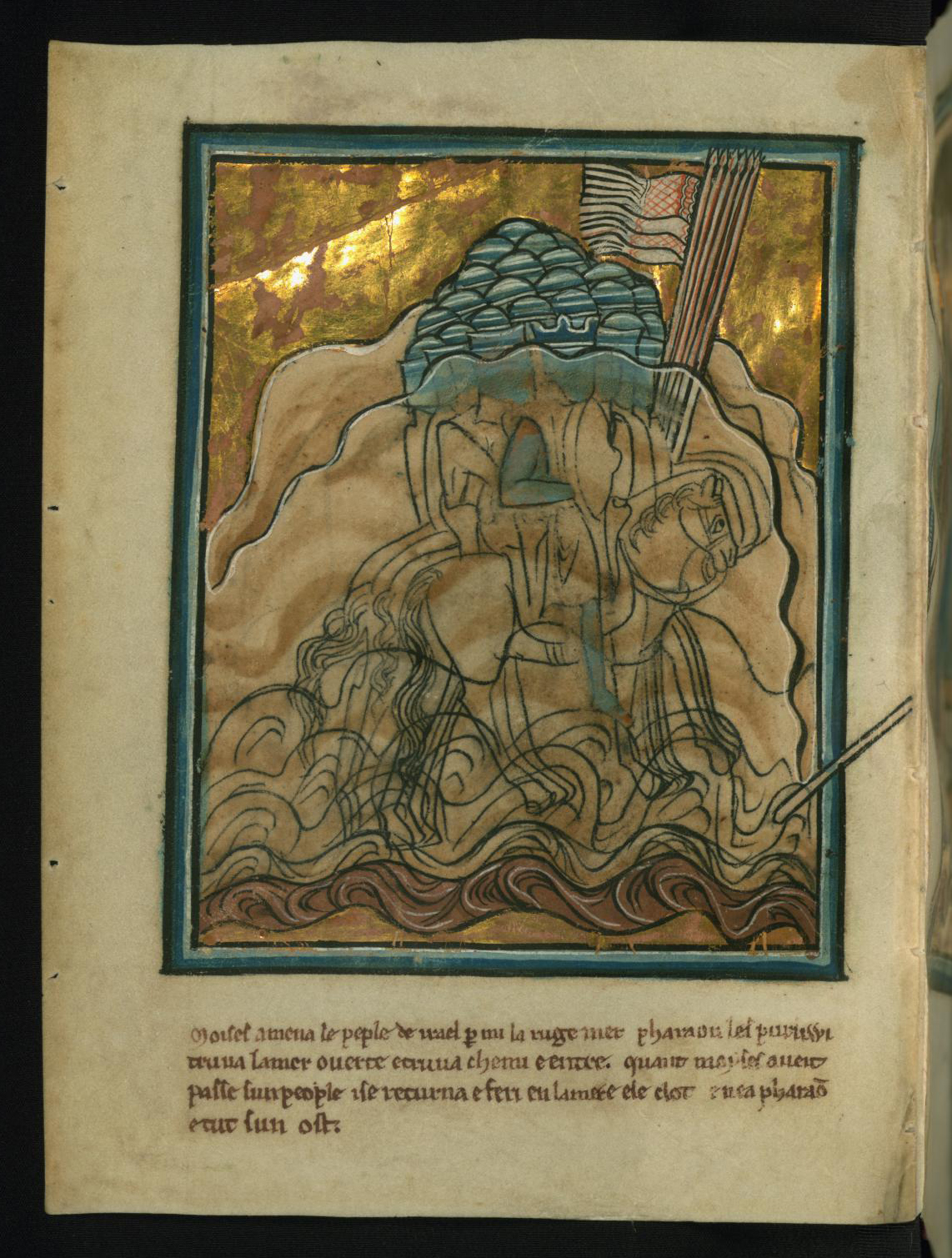
Pagina, probabilmente da un salterio (Ms W.106, f. 11v), che mostra l'attraversamento del Mar Rosso (Esodo 14:26:30)

William de Brailes miniò Bibbie, salteri, un libro d'ore e testi secolari, e potrebbe anche essere stato uno scriba. È associato a uno stile distintivo, ma anche altri artisti hanno lavorato in questo modo, ed è difficile distinguere la sua mano dalla loro. Lo stile è caratterizzato da figure energiche che gesticolano, sebbene con una gamma limitata di espressioni facciali e una preoccupazione per la narrativa. Barre ornamentali si estendono dai capilettera fino alla parte superiore o ai lati del testo, caratteristica di transizione dallo stile romanico al gotico maturo, dove i bordi decorativi corrono lungo tutta la pagina. Le miniature più grandi spesso contengono scene diverse in tondi separati. La maggior parte dei suoi manoscritti hanno una dimensione della pagina simile a quella di un moderno tascabile standard, e riflettono la tendenza sempre più diffusa verso la proprietà personale dei libri sia da parte del clero che dei laici.
Le principali opere attribuite a Brailes e alla sua bottega includono:
- Le Ore De Brailes nella British Library (Add MS 49999)[6][7], il più antico libro d'ore inglese costituente un volume a sé sopravvissuto,[8] e il tipo di libro che sarebbe diventato il principale veicolo di miniatura nel tardo Medioevo. Probabilmente fu realizzato per un'ignota signora laica il cui generico "ritratto" è riportato quattro volte. È stato suggerito che la committente fosse di North Hinksey vicino a Oxford e forse si chiamasse Suzanna.[9] Firmato due volte da "W. de Brail", aggiungendo una volta "q[ui]. me depeint" ("chi mi ha dipinto"). Nonostante le sue piccole dimensioni di 150 x 123 mm, contiene un gran numero di iniziali istoriate e miniature a piena pagina che introducono le sezioni.
- Una serie di piccoli fogli (135 x 98 mm) miniati su uno o entrambi i lati a piena pagina, probabilmente provenienti da un salterio (forse lo stesso salterio ora a Stoccolma che ha un'iniziale istoriata di de Brailes),[10] di cui ventiquattro sono ora al Walters Art Museum, Baltimora, e sette nella Collezione Wildenstein, Musée Marmottan Monet, Parigi.[11]
- Il Salterio del New College, di 350 x 250 mm, l'opera esistente più grande ed elaborata della bottega de Brailes, e relativamente tarda, appartiene alla categoria dei salteri di lusso, con un calendario miniato e un'abbondante decorazione ovunque, sebbene non vi sia un ciclo di miniature a piena pagina.[12]
- Miniature da un salterio, consistenti in sei fogli conservati al Fitzwilliam Museum, e uno  alla Morgan Library, da una serie di miniature a tutta pagina sull'Antico e sul Nuovo Testamento (215 x 143 mm).[13]
- Bibbia con alcune messe (British Library, Harley MS. 2813), di recente attribuzione e prodotta per un mecenate francescano, 183 x 133 mm, con due iniziali istoriate rimaste.[14]
- Bibbia con alcune messe, ora nella Biblioteca Bodleiana, Oxford. Una piccola (167 x 116 mm) Bibbia, probabilmente realizzata per un mecenate domenicano.[15]
- Bibbia al Gonville and Caius College, Cambridge, l'esempio sopravvissuto più elaborato di illustrazione biblica del laboratorio, con 79 iniziali miniate, per lo più istoriate, da cui la decorazione si estende tipicamente lungo la pagina. 245×175 mm.[16]
- Una Bibbia i cui frammenti sopravvissuti sono dispersi in diverse collezioni: la principale porzione superstite (155 fogli) è la Lewis Ms E 29 nella Free Library of Philadelphia, 182 x 113 mm, con molte iniziali istoriate. Quattordici fogli di questo manoscritto sono ora nella Lilly Library dell'Università dell'Indiana catalogati come Ricketts C:1 (1 foglio), Ricketts III:25 (1 foglio) e Ricketts III: 53 (12 fogli). Altri fogli di questo stesso manoscritto sono dispersi in collezioni private in Inghilterra.